# TEA (издательство)
Издательство TEA (эст. TEA Kirjastus) — эстонское издательство, выпускающее главным образом энциклопедии, справочники, путеводители, книги для детей, словари, разговорники, а также пособия и учебники по изучению иностранных языков. 
Официальное название компании — Акционерное общество TEA Kirjastus. Единственным акционером издательства является Сильва Томингас. Поступления с продаж в 2006 году составили 30.7 миллионов крон, в 2007 году — 50.8 млн. крон. Чистая прибыль компании составляла в 2006 году 2.9 млн. крон, в 2007 — 2.6 млн. крон. В 2008 году компания приобрела 100% издательства ILO (эст. Kirjastus ILO). 
В 2008 году началось издание 22-томной Энциклопедии TEA, выход последнего тома  которой запланирован на 2013 год.

## Основные издания
- TEA entsüklopeedia («Энциклопедия TEA»; 2008)
- Eesti spordi taskuentsüklopeedia («Карманная энциклопедия эстонского спорта»; 2009)[1]